# TOMA (canon à eau)
Pour les articles homonymes, voir Toma.

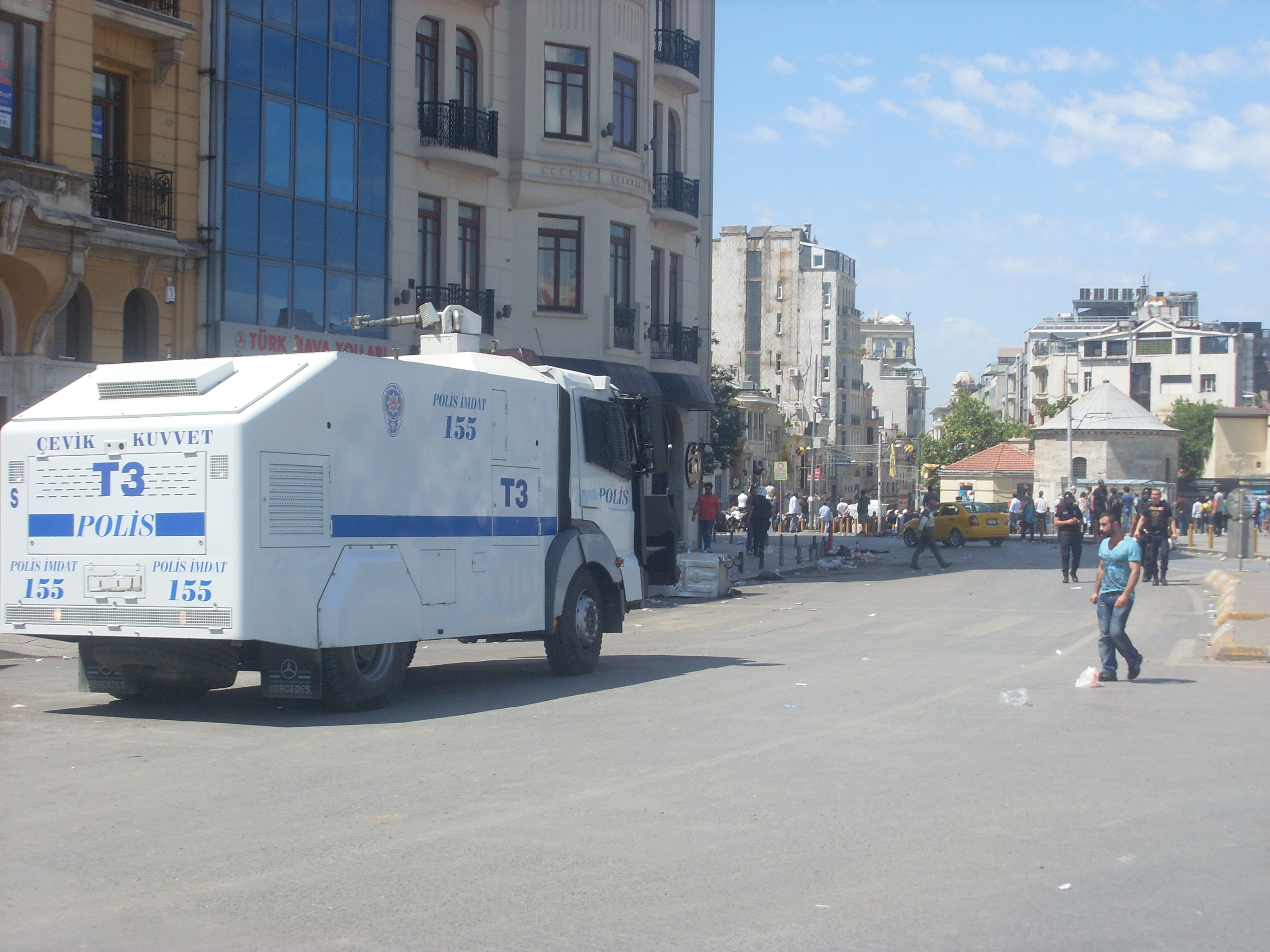
TOMA dans la place Taksim à Istanbul durant les manifestations de Gezi

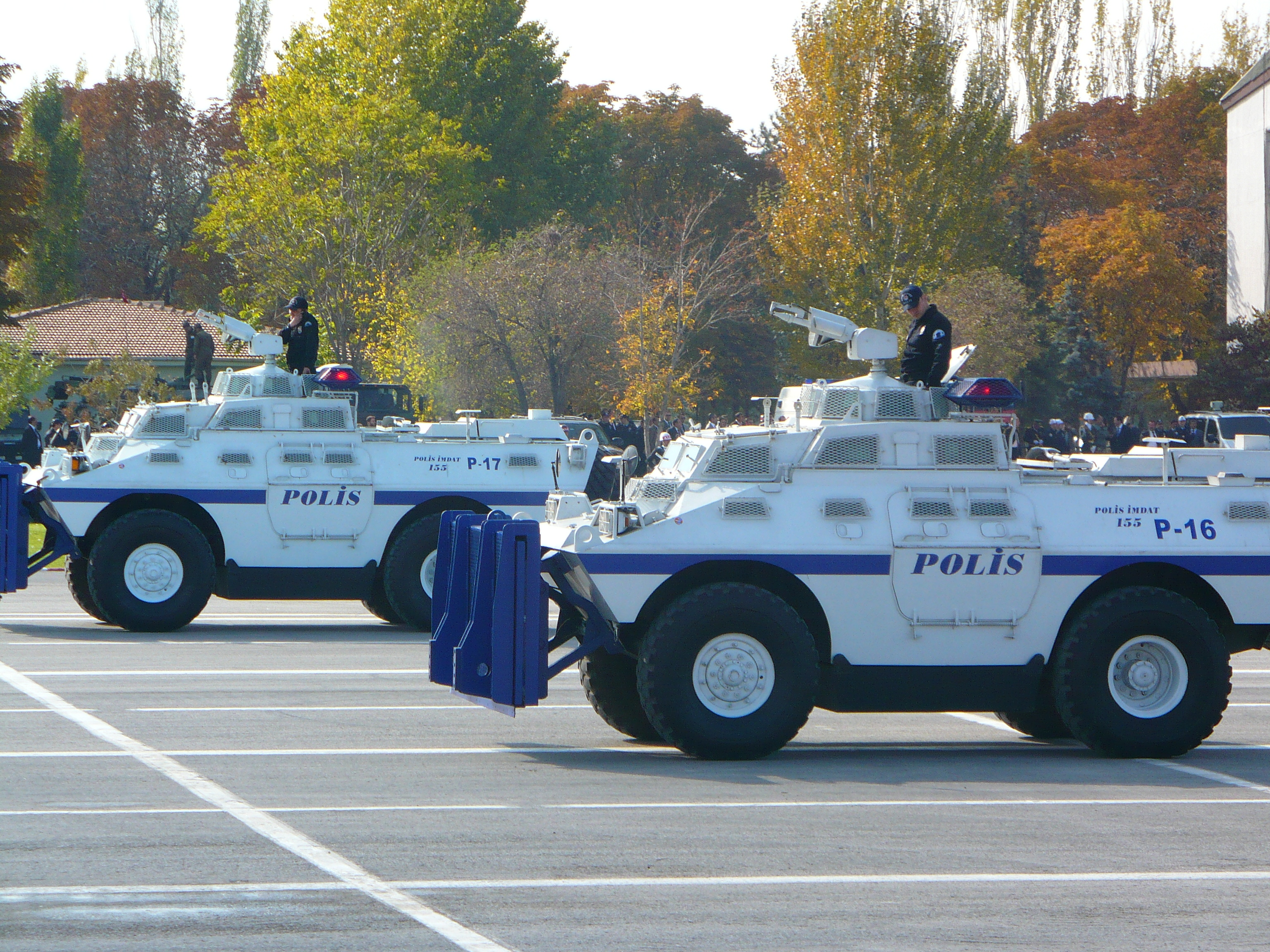
Présentation du TOMA de type Panzer lors d'une parade de la police turque.

TOMA (turc : Toplumsal Olaylara Müdahale Aracı, français : Véhicule d'intervention face aux émeutes publiques), est un canon à eau blindé conçu pour le contrôle d'émeute, par une entreprise turque, Nurol Makina. Il est utilisé principalement par la Police et la Gendarmerie turque, et également utilisé par des pays comme l'Azerbaïdjan, la Libye, le Zimbabwe, la Géorgie et le Kazakhstan.
Le TOMA peut être intégré à différents types de châssis comme les 4x4, 4x2, 6x4, 6x2 et 6x6. Le TOMA peut atteindre une vitesse maximale de 100 km/h et a une capacité d'escalade d'une pente jusqu'à 30 % d'inclinaison. Le point important du  véhicule est qu'il est également protégé contre la menace balistique.

## Spécifications techniques

### Caractéristiques des munitions (gaz et eau)
- Canon contrôlé par un système informatique
- La capacité du réservoir d'eau est de 5.000 à 10.000 litres
- La capacité du réservoir de gaz lacrymogène est de 60 litres
- La capacité du réservoir de colorant (pour colorer l'eau) est de 60 litres
- La capacité du réservoir à mousse est de 80 litres
- Trois modes de fonctionnement différents du canon à eau : impulsion courte, impulsion longue durée, impulsion continue
- Utilisation de différentes combinaisons d'eau, de colorant, de gaz et de mousse.
- Capacité de puiser l'eau des lacs, des puits d'eau et d'autres sources d'eau afin de remplir le réservoir

### Systèmes d'auto protection
- Sprays de gaz latéraux et arrières
- Cabines blindées
- Protection de l'équipement et des vitres par des carters
- Extinction d'incendie
- Régulation de l'air de la cabine afin de protéger contre les effets des gaz lacrymogènes

## Les contre-mesures
Selon un militant de Cihangir en vedette durant les manifestations de Gezi, « la seule façon d'arrêter un TOMA est de jeter de la peinture sur son pare-brise, de sorte que le véhicule perd l'orientation... Pour le paralyser, soit vous devez mettre une serviette humide dans son pot d'échappement, ou brûler quelque chose sous son moteur, ou alors une douzaine de personnes doivent pousser le véhicule pour le déstabiliser. »